# Адель (мюзикл)
«Аде́ль» (фр. Adele) — трёхактный американский мюзикл на либретто, музыку и слова Адольфа Филиппа, который также известен под псевдонимами Жан Брике и Поль Эрве. Мировая премьера состоялась 28 августа 1913 года в бродвейском театре «Лонгакр». Спустя некоторое время мюзикл переехал в театр «Харрис». Всего на Бродвее было сыграно 196 спектаклей. Режиссёром постановки выступил Бэн Тил, а продюсером Джозеф П. Бикертон младший. В Вест-Энде мюзикл открылся 30 мая 1914 года в театре «Весёлость».

## Актёрский состав
| Роль               | Бродвей         |
| ------------------ | --------------- |
| Адель              | Натали Альт     |
| Невиль             | Е. Х. Барлаб    |
| Бабиол             | Эдит Брэдфорд   |
| Жак                | Гарри С. Брэдли |
| Жермен             | Бетти Брюстер   |
| Марианне де Невиль | Джорджия Кейн   |

## Музыка

### Музыкальные партии
| Акт I - «It's Love» — Адель, Анри Пармако, Бабиол и Жак - «Is It Worth While?» — Адель - «Adele» — Адель - «Like Swallow Flying» — Марианне де Невиль и барон Шарль де Шантильи - «(A) Honeymoon with You» — Невиль и Шантильи - «Paris! Good-Bye!» — Шантильи - «Adele» — Шантильи и девушки | Акт II - «Wedding Bells» — Бабиол, Жак, подружки невесты и церемониймейстер - «Yours for Me, and Mine for You» — Адель, Шантильи, Невиль, Роберт Фридберг, Бабиол, Жак, подружки невесты и церемониймейстер - «Matter of Opinion» — Невиль, Шантильи и Фрайбур - «Close Your Eyes» — Шантильи и Адель - «When the Little Birds Are Sleeping» — Фрайбур и Адель - «The Clock Is Striking Ten» — Адель, Шантильи, Невиль, Фрайбур, Бабиол, Пармасу, Альфред Фрайбур, Жак, подружки невесты и церемониймейстер - «Yesterday» — Адель | Акт III - «You Are a Very Nice Boy» — Невиль, Фрайбур и ансамбль - «Strawberries and Cream» — Шантильи и Адель - «My Long Lost Love, Lenore» — Пармасу - «Gay Soldier Boy» — Бабиол, Жак и ансамбль - «A Waste of Time to Plan» — Адель, Шантильи, Невиль и Фрайбур |